# ۶۹۸ (پیش از میلاد)
۶۹۸ (پیش از میلاد) ۶۹۸مین سال قبل از تقویم میلادی است.